# Sirko Schanze
Sirko Schanze (* 30. März 1975 in Karl-Marx-Stadt; † 1. Juli 2008 in Hamburg) war ein deutscher Footballspieler.

## Leben
Schanzes Vereinslaufbahn im Football begann bei den Chemnitz Crusaders. Anschließend spielte der Runningback bei den Dresden Monarchs, er wechselte im Vorfeld der Saison 2000 vom damaligen Regionalligisten in die GFL zu den Hamburg Blue Devils. Er gehörte der Mannschaft der Blue Devils in den Spielzeiten 2000 und 2001 an. In seinem zweiten Jahr gewann er mit Hamburg die deutsche Meisterschaft.
Der 1,71 Meter große Schanze, der hauptberuflich als Bäcker tätig war, spielte nach seiner Zeit bei den Blue Devils für die Harburg Ducks, ab 2004 dann für die Norderstedt Nordic Wolves. Bei einem Punktspiel des Regionalligisten erlitt er an der Seitenlinie einen Herzinfarkt und starb kurz darauf in einem Hamburger Krankenhaus.